# 海天 (防護巡洋艦)
海天（かいてん、繁体字: 海天、ピンイン: Hǎi Tiān、ウェード式: Hai Tien 訳: 天国の海）は、海天級防護巡洋艦の2番艦で、満州清朝で建造された最後の艦の一つである

## 背景
19世紀後半、清朝が200年以上にわたって支配してきた中国は、新興の大日本帝国の手によって壊滅的な軍事的敗北を喫した後、外国勢力との屈辱的な不平等条約を結ばされていた。中国に対する財政的、政治的支配を拡大しようと躍起になっていた列強にとって、軍隊も海軍も粉々になった中国は弱く見えた。 軍隊を再建し、自国の国家主権を再確認するため、清政府は1896年5月、蘇義侯爵の李鴻章をヨーロッパ特使に任命した。ベテランの外交官であった李は、外国の造船所に新しい軍艦を発注する任務を与えられ、1896年夏を通してロシア帝国、ドイツ帝国、ベルギー、イギリスを訪問した。その一環として、イギリスのニューカッスル・アポン・タインにあるアームストロング・ホイットワース社に2隻の防護巡洋艦が発注された。海天は、1896年10月に姉妹艦海圻とともに発注された。この2隻は、1年前にアームストロング・ホイットワースがアルゼンチン向けに建造したブエノスアイレスの設計を改良したものであったが、中国の寸法仕様に合わせたものであった。海天は、海圻の3ヶ月後の1897年2月16日に起工され、海圻の進水から2ヶ月後の1897年11月25日に進水したものの、海圻より1ヶ月早く完成した。両艦は契約乗組員によって中国に運ばれ、1899年8月に中国の北洋艦隊に引き渡された。海圻と海天は、第二次世界大戦後まで中国海軍最大の艦艇であった。

## 艦歴
海天の清国海軍での艦歴は非常に短く、何不自由ないものだった。 中国を混乱に陥れた義和団の乱が始まった直後の1900年5月31日、北洋艦隊は大沽要塞の増援に派遣された。この間、増え続ける外国軍艦と中国艦隊の間には、緊張は高まっていたものの、両者の間に発砲はなく、厳戒態勢が敷かれていた。やがて1900年6月16日、大沽沖に停泊していた八カ国同盟の23隻の船は、首都北京の国際公使館包囲網を緩和するため、連合艦隊への降伏を要求する最後通牒を砦に突きつけた。砦の指揮官であった羅栄光将軍はこれを拒否し、外国船に砲撃を加え、大沽砲台の戦いに発展した。反義和団派の山東省総督、袁世凱は北洋艦隊を南下させ、ドイツ製の新型駆逐艦「海龍」級4隻と水雷砲艦「飛鼎」のように、劣勢の艦船が同盟国海軍に拿捕されたり、破壊されたりするのを防ごうとした。これら5隻は、砦のドック施設の占領中に連合軍に拿捕された。大沽から、保護巡洋艦の海天、海周、海晨、水雷砲艦の海英で構成された北洋艦隊の残党は、上海に南下し、最終的に江陰に航海し、1901年9月7日の終戦まで、南洋艦隊と共に次の1年間静かに過ごした。
それから4年も経たない1904年4月25日午前5時30分、後に提督となる劉冠雄の指揮の下、海天は煙台から上海に向かって航行中、威海で霧に包まれた。海天は長江の入り口をオーバーシュートし、杭州湾の嵊泗列島のすぐ沖で尖塔岩に衝突した。乗組員は夕方までに船を放棄し、通りかかった中国の税関巡視船に救助された。船を引き揚げる試みは、EOCの8インチ45口径砲の引き揚げを除いては失敗に終わった。これにより、海圻は同級の唯一の生き残りとして、残りの任務に従事することになった。